# Bahnstrecke Jenissei–Diwnogorsk
Die Bahnstrecke Jenissei-Diwnogorsk verbindet die Stadt Diwnogorsk mit dem Bahnhof Jenissei, der an der Transsibirischen Eisenbahn in der Stadt Krasnojarsk liegt. Die Strecke ist eingleisig und elektrifiziert mit Wechselstrom. Die Länge beträgt 31 Kilometer (bis Diwnogorsk).
Die Bahnstrecke wurde in den 1960er-Jahren für das Wasserkraftwerk Krasnojarsk erbaut. Der elektrische Verkehr auf der Bahnstrecke findet seit 1970 statt. Die Strecke verläuft am orographisch rechten Ufer des Jenissei.

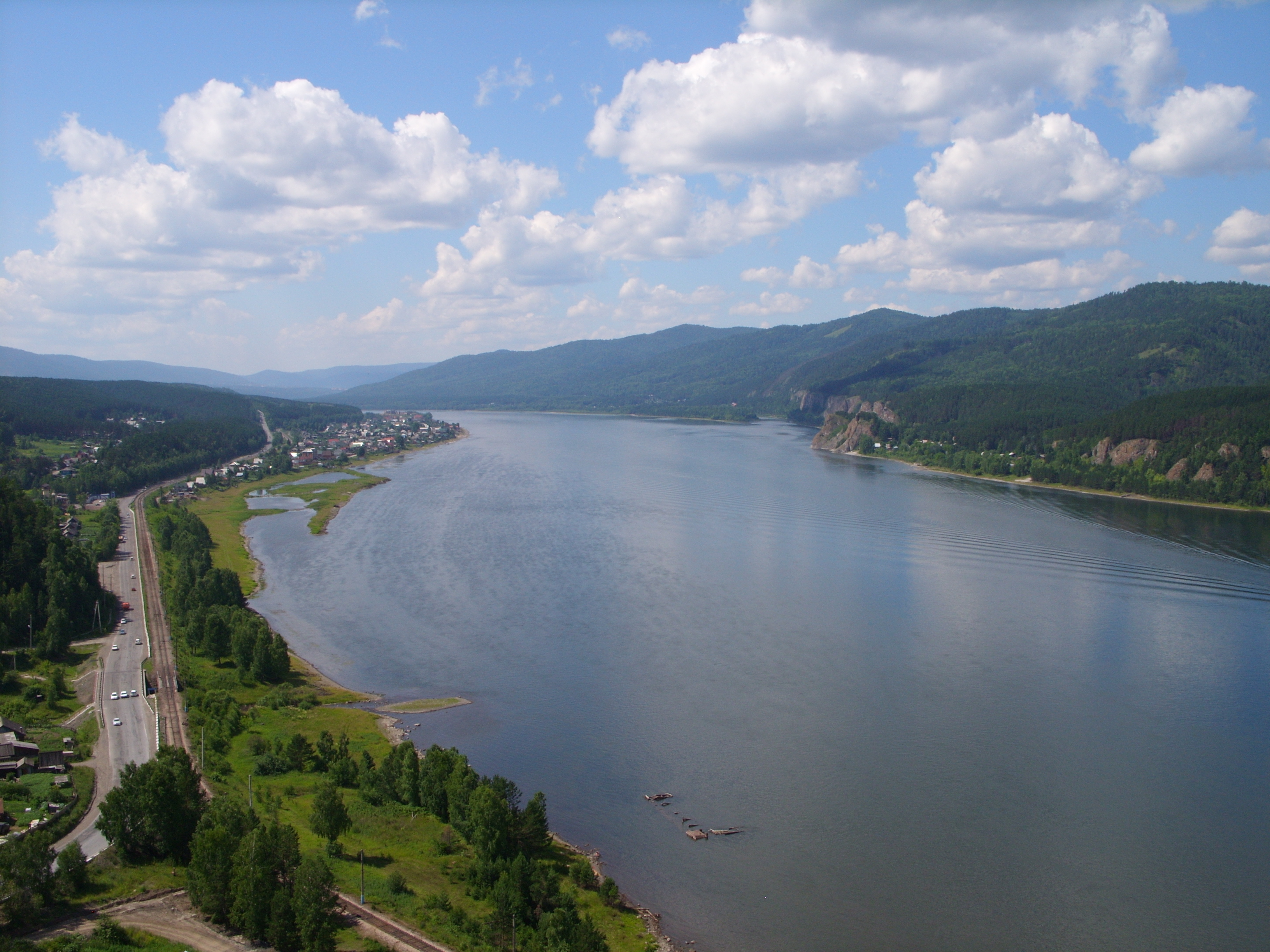
Die Bahnstrecke von oben
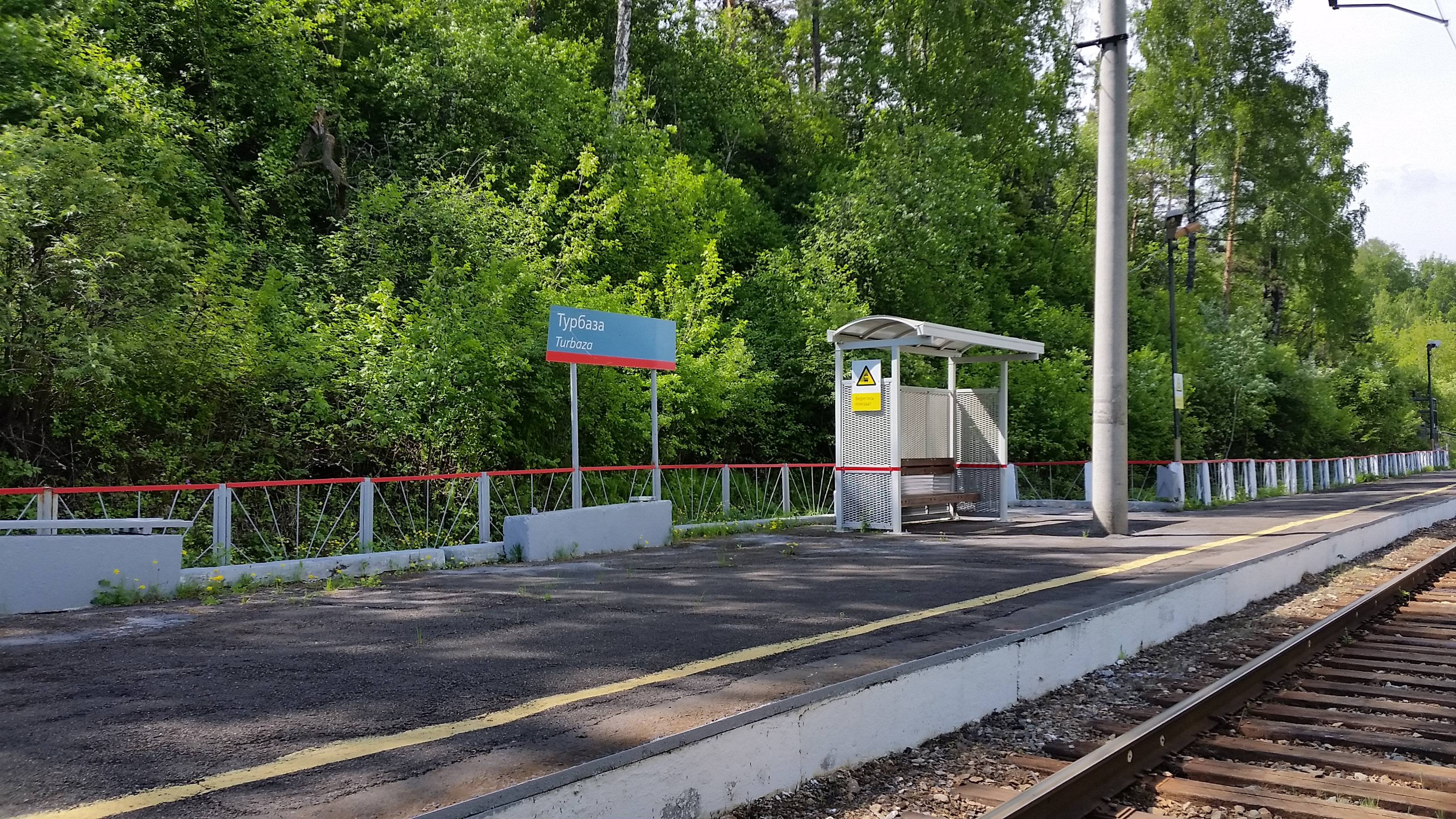
Haltestelle Turbasa
Streckenverlauf (in rot)
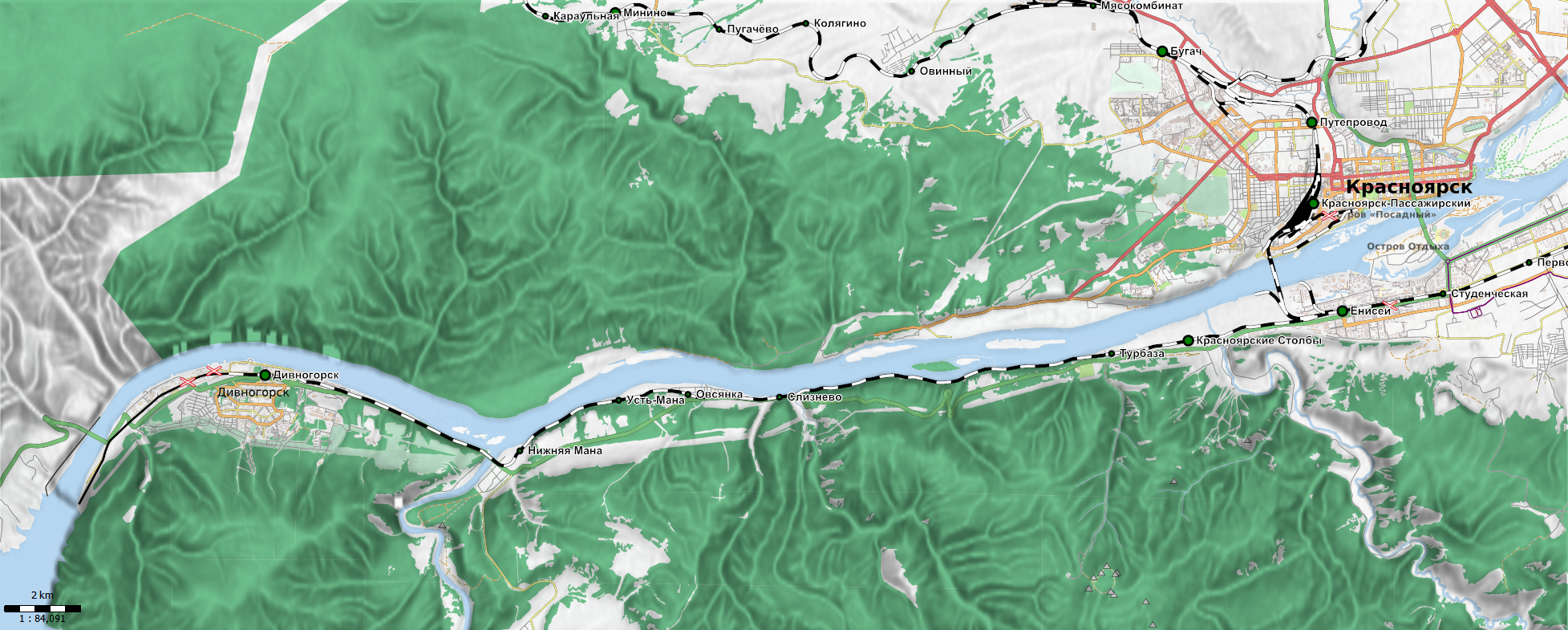
Topographische Karte

Die Durchschnittsgeschwindigkeit der Züge beträgt 60–70 km/h. Nach einer 2023 geplanten Modernisierung soll sie 110 km/h betragen. 2025 benötigt ein Personenzug für die Strecke ungefähr 50 Minuten.